# 美顺大桥
美顺大桥，是越南國道1號上的一座斜拉桥。

## 概况
早在越南國统治时期的1950年，美國政府試圖為越南政府提供資金修建一座横跨湄公河的大橋，但沒有成功。1960年，日本工营完成了大桥設計項目並被南越政府選中，但項目随即因資金周转困難而取消。
越南统一后，越南政府开始与澳洲政府探讨修筑湄公河大桥的可能性，随后，在澳洲政府的援助及德国比尔芬格柏格建筑公司的施工建造下，越南于2000年建成了美顺大桥，该大桥主体部分由混凝土构成，造价9000万澳元。它的投入使用方便了九龙江三角洲地区与胡志明市的交通往来，满足了越南國內外遊客的出行需要，也結束了当地輪渡數十年的運行歷史。
同时，大桥的建成带动了九龙江两岸永隆市新惠坊及丐𦨭縣和兴社经济的发展，原本靠渡轮运输为生的船户也改行在当地市场做起了商贩生意。
越南政府正在该桥附近积极兴建美顺二号大桥，该大桥将作为越南高速公路规划的一部分，连接忠良-美顺高速公路与美顺-芹苴高速公路。